# Berki-pusztai 1. sz. üreg
A Berki-pusztai 1. sz. üreg a Duna–Ipoly Nemzeti Parkban, Sóskúton található egyik barlang.

## Leírás
A Berki-pusztai 1. sz. üreg az Érd–Ercsi-hátságon, Sóskút szélén (külterületen), az M7-es autópálya közelében helyezkedik el. A Benta-patak Ny-i oldalán, Sóskút és az autópálya között fekvő domboldal D-i felén találhatók a berki-pusztai üregek, melyek közül legdélebben a Berki-pusztai 1. sz. üreg van. A barlang D-ről történő megközelítését a domboldalt benövő akácbozótos teszi nehézzé, ezért felkeresni Ny-ról (felülről) célszerű, ahol az erdő szélén könnyebb haladni.
Ez a csekély hosszúságú üreg a felszínhez nagyon közel, a Zámori Kavics Formáció állékony kőzetanyagának felszínre bukkanásában húzódik. Tulajdonképpen ez egy barlangroncs, melynek elpusztulásáig (geológiailag mérve) már nincs sok hátra. A befogadó sziklakibukkanás kőzetanyaga a konglomerátumtól kezdődően a homokkőig változik. (A konglomerátum kavicsai viszonylag nagy méretűek, kvarc-kvarcit anyagúak.) A befogadó sziklakibukkanás egy törés mentén a domboldal kőzettömegétől elvált, ahhoz az elvált blokk alul egy nyéllel kapcsolódik.
A barlangban lévő vastag talajon szénafelhalmozások figyelhetők meg, melyek nagytestű emlősök almául szolgálnak. A humuszus vastag kitöltés laza állagú, mely mellett jól látható, hogy a barlang kiterjedése a jelenlegi térfogatánál sokkal nagyobb. A humuszos aljzaton megsárgult csontok fekszenek (rókakoponya, egyéb kisemlős). Képződmény nincs az üregben, de a kipreparálódó kavicsok, illetve a mállásnak jobban ellenálló felső konglomerátumréteg ívesre kopott rétegfeje érdekes látványt nyújt. Az üreg közvetlen környezetében némi hulladék észlelhető. Az engedély nélkül megtekinthető barlang bejárásához nem szükséges felszerelés.
1976-ban volt először Berki-pusztai 1. sz. üregnek nevezve a barlang az irodalmában. Előfordul a barlang az irodalmában Berki-pusztai 1.sz. üreg (Gazda 2005) néven is.

## Kutatástörténet
A Halász Árpád által 1964. február 5-én írt kéziratban az van írva, hogy a berkipusztai üregek Sóskúton (Pest megye), Sóskúttól D-re, a Pázmándi-dűlő és a Malom-árok közötti alacsony hátságon helyezkednek el. Berkipusztától (Tárnok) ÉNy-ra, kb. 2 km-re, a 131-es és a 162-es háromszögelési pontok között, a Sóskút és Berkipuszta között lévő, DK–ÉNy irányú, alacsony, kb. 1,5 km hosszú dombon találhatók a barlangok. Az üregek a domb ÉK-i oldalán vannak. (Az adatokat az 1951-ben megjelent, Sóskút és környéke című (M = 1:50.000) térkép alapján állapította meg Halász István. Az üregek megközelíthetők Érdről kb. 30 perc alatt a sóskúti autóbusszal, mellyel Ötházpusztáig kell menni. Sóskútig is el lehet menni busszal, ahonnan változatos terepen, a festői szépségű Benta-patak völgyén haladva 1 óra alatt elérhetők gyalog a barlangok.
Karsztjelenségek keresése miatt végzett terepbejárás során, 1942. július 26-án találta meg a barlangokat Halász Árpád. A szarmata mészkő D felé elterjedésének vizsgálata vezette a területre. A üregeknek nincs neve és nem szerepelnek irodalomban. Halász Árpád javasolja, hogy mivel több üregről van szó és Berki-pusztához közel vannak, ezért Berki-pusztai üregek legyen az üregcsoport neve. Barlangtani szempontból érdemes az üregek genetikáját vizsgálni. A barlangok levantei, karbonátos kötőanyagú kavicskonglomerátumban, mely általában 2–6 cm átmérőjű kvarc, homokkő és kevés mészkő anyagból áll, alakultak ki. Jól koptatottak a kavicsok. Ez a kőzet itt vastagpados, rétegzett, benne helyenként keresztrétegek figyelhetők meg. Megfelelő feltárás hiányában nem tudta Halász Árpád mérni a rétegdőlés irányát és szögét. Az üregek a laza kötőanyagú konglomerátumban egyrészt defláció, másrészt repedések mentén a csapadékvizek eróziós hatása miatt alakultak ki.
A konglomerátum sziklák alatt vannak barlangszerű mélyedések, melyek hosszan benyúlnak. Ezek hosszúsága általában 2–5 m között váltakozik, magasságuk 0,5–1 m, szélességük pedig 5–6 m. A hason kúszva járható üregek mennyezete lapos. A legtöbb lapos üreg az ÉK-i oldalon van. Nagy barlang nem jöhetett létre a karsztosodásra alkalmatlan kavicskonglomerátumban. Az egyik keskeny kürtőbe Halász Árpád lemászott, de a járat 2 m után olyan szűk lett, hogy nem lehetett benne haladni. Az üregekben sok apró emlőscsontot talált (ez róka jelenlétére utal), de régészeti leletet nem. Az egyik üregből denevér repült ki. Mivel a denevért többször nem látta, ezért valószínűleg csak ideiglenesen tartózkodott a barlangban a denevér.
A berkipusztai üregek morfológiai formáinak létrehozásában a deflációnak és az eróziónak volt szerepe. A kőfülkék megismerése új adatokat nyújt a nem karsztos keletkezésű barlangok kialakulási problémáinak megismeréséhez és felhívja a figyelmet a Sóskút környéki levantei képződmények deflációs és eróziós eredetű üregeire. Az üregeknek kis méreteik miatt nincs gazdasági és idegenforgalmi jelentőségük. Turisztikai szempontból érdemes felkeresni őket, mert a Benta-patak völgyének festői szépségű vidékére mindig szívesen fogunk visszaemlékezni. A dombtetőről szép kilátás nyílik a környező, szelíden lankás dunántúli tájra. Jó időben a Velencei-hegység csúcsai is láthatók innen. Érdemes foglalkozni (főleg szpeleográfiai szempontból) a berkipusztai üregekkel. Az üregeket fel kell mérni, fel kell azokat pontosan térképezni, és le kell fényképezni a barlangokat. Tudományos jelentőségük a deflációs jelenségek megfigyelésében van. Hasznosítható adatokat nyújtanak a készülő barlangkataszter számára. A kézirathoz mellékelve lett a berkipusztai üregek földrajzi elhelyezkedését bemutató helyszínrajz (M = 1:25.000). A rajzot, melyen 4 barlangjel látható a Pázmándi-dűlőn, 1964-ben Halász Árpád rajzolta.
A Halász Árpád által 1964. február 10-én írt szpeleográfiai terepjelentésben szó van arról, hogy a berki-pusztai üregek Berki-pusztán (Sóskúton), a Dél-Budai-hegységben (Biai-hegységben) helyezkednek el. Az üregeknek, melyekre Halász Árpád karsztjelenségek felfedezése miatt végzett terepbejárás során, 1942. július 26-án talált rá, nincs helyi neve. Javasolt név: Berki-pusztai üregek, mert Berki-pusztához közel vannak a barlangok. Elvégzett munka: helymegállapítás (becsléssel). Végzendő kutatások: tszf. magasság bemérése, térképek, térképszelvények és fényképek készítése, esetleg feltáró munka, ásatás végzése. Mivel több üregről van szó, ezért nem tudott közölni összefoglaló felmérési adatokat Halász Árpád, aki az üregekben rókát és denevért figyelt meg. A barlangok (térkép alapján mérve) Sóskúton (Pest megye), a Pázmándi-dűlőn, Sóskút templomától 160°-ra, kb. 2 km-re, Tárnoktól 260°-ra, kb. 2 km-re, Berkipusztától 260°-ra, 1 km-re, 130–135 m tszf. magasságban fekszenek. Használt térkép: az 1951-ben kiadott Sóskút és környéke (1:50.000).
A barlangok befoglaló kőzete levantei (vastagpados, keresztréteges) kavicskonglomerátum. Az üregekben közepes mennyiségű kitöltés van. A kitöltés anyaga kavics és homok. Az üregek erózió, defláció és kifagyás miatt keletkeztek. A barlangokban, melyekben van fülke, nincs cseppkő. A barlangok sziklaodú, sziklaeresz és rétegrés jellegűek. Az üregekben kormozott falfelület látható. Sóskútra autóbusszal el lehet jutni (Ötházpusztánál is le lehet szállni a buszról), majd az autóbusz-megállótól a Benta-patak völgyén haladva kb. 1 óra alatt elérhetők a barlangok. A barlangok bejárásához világítóeszköz, munkaruha és 3–5 m kötél szükséges. A jelentéktelen üregek turista látványosságok. A kéziratban meg van említve két, szakirodalmi mű (két kavicstanulmány), melyek fel lettek használva a kézirat elkészítéséhez. A jelentés szerint a kézirathoz mellékelve van helyszínrajz.
Az 1976-ban befejezett és Bertalan Károly által írt kéziratban az olvasható, hogy a Berki-pusztai 1. sz. üreg Sóskúton (Budai-hegység), Sóskút központjától D-re, a Pázmándi dűlő és a Malom-árok közötti alacsony hátságon, a 131-es és a 162-es háromszögelési pont között található. A domb ÉK-i oldalában van a barlang bejárata. A rétegrés barlang 2–5 m hosszú, 0,5–1 m magas és 5–6 m széles. A kézirat barlangot ismertető része egy kézirat alapján lett írva.
Az 1984-ben napvilágot látott, Magyarország barlangjai című könyv országos barlanglistájában szerepel a Budai-hegységben lévő barlang Berki-pusztai 1. sz. üreg néven. A listához kapcsolódóan látható a Dunazug-hegység barlangjainak földrajzi elhelyezkedését bemutató 1:500 000-es méretarányú térképen a barlang földrajzi elhelyezkedése. 2005-ben Gazda Attila felmérte a barlangot, majd a felmérés alapján, 2005. január 7-én megszerkesztette a Berki-pusztai 1.sz. üreg (Sóskút) alaprajz térképét és hosszmetszet térképét. A térképlapon fel van tüntetve az É-i irány. Az alaprajz térképen megfigyelhető a hosszmetszet elhelyezkedése a barlangban.
A barlang 2005. január 8-án, BTI kataszteri felvétel alapján készült nyilvántartólapja szerint a Berki-pusztai 1.sz. üregnek (4720-9, Pest megye, Sóskút, Etyeki-dombság) domboldalon, sziklakibúvásban van a két bejárata. Egyik bejárata 1,6 m széles, 0,8 m magas, természetes jellegű, íves alakú és vízszintes tengelyirányú. Másik bejárata 0,4 m széles, 0,7 m magas, természetes jellegű, hasadék alakú és vízszintes tengelyirányú. Az üreg bejáratainak koordinátái: X: 227414, Y: 634615, Z: 122 mBf. A részletesen felmért barlang 5,2 m hosszú, 1,8 m függőleges kiterjedésű, 0,9 m magas, 0,9 m mély és 5,2 m vízszintes kiterjedésű. Alsó pannóniai (felső miocén) konglomerátumban (Zámori Kavics Formáció) húzódik az üreg. A barlang kialakulását előkészítette a tektonika és a rétegződés. Az üreg kifagyásos aprózódás és mállás miatt jött létre.
A sziklaodú térformájú barlang vízszintes és jellemző szelvénytípusa a szabálytalan. Szervetlen, helyben keletkezett törmelékkitöltését a befoglaló kőzetből kimállott egyéb anyagok (kavics a befoglaló kőzetből) képezik. Sok talaj, humusz van benne (avar, növénytörmelék, baktérium, gomba, alga). Időszakosan csepegő víz jelenik meg az üregben. A barlang az irodalomban először 1964-ben volt említve (Halász Árpád). A gyakorlatilag érintetlen barlang taposott aljzatú. A könnyen megközelíthető, engedély nélkül látogatható barlang könnyen járható. Illetékes természetvédelmi hatóság: Duna–Ipoly Nemzeti Park.